# Ménagerie et Jardin des plantes métropolitain (Budapest)
La Ménagerie et Jardin des plantes métropolitain (Fővárosi Állat- és Növénykert) est le principal zoo de Budapest. Il est situé dans le Városliget (14e arrondissement), à proximité des thermes Széchenyi.
Ce zoo urbain occupe l'angle nord-ouest du Városliget, principal parc de Budapest. Il est caractérisé par les nombreux bâtiments de style Sécession comme la maison des éléphants, la porte principale ou la serre. Le jardin zoologique et le jardin des plantes cohabitent en harmonie dans ce parc.
Reconstruit plusieurs fois depuis sa création en 1866, ses principaux traits actuels remontent aux années 1950, à la suite des dommages causés par la Seconde Guerre mondiale. Rebâti sur le modèle du zoo de Vincennes, il s'articule autour de deux grands rochers, et d'un lac. Des travaux ont été entrepris à la fin des années 2000 pour rénover le parc petit à petit, entrainant la fermeture du grand rocher entre 2009 et 2010.
Parmi les principales attractions, on peut citer les dragons du Komodo, la plaine africaine, les grands singes (gorilles et orangs-outans) , la maison australienne, la maison de Madagascar, les fauves, la serre et son aquarium, et la nurserie et son village des cochons d'Inde. La partie botanique se caractérise surtout par un jardin Japonais et un jardin de rocailles.

## Photographies

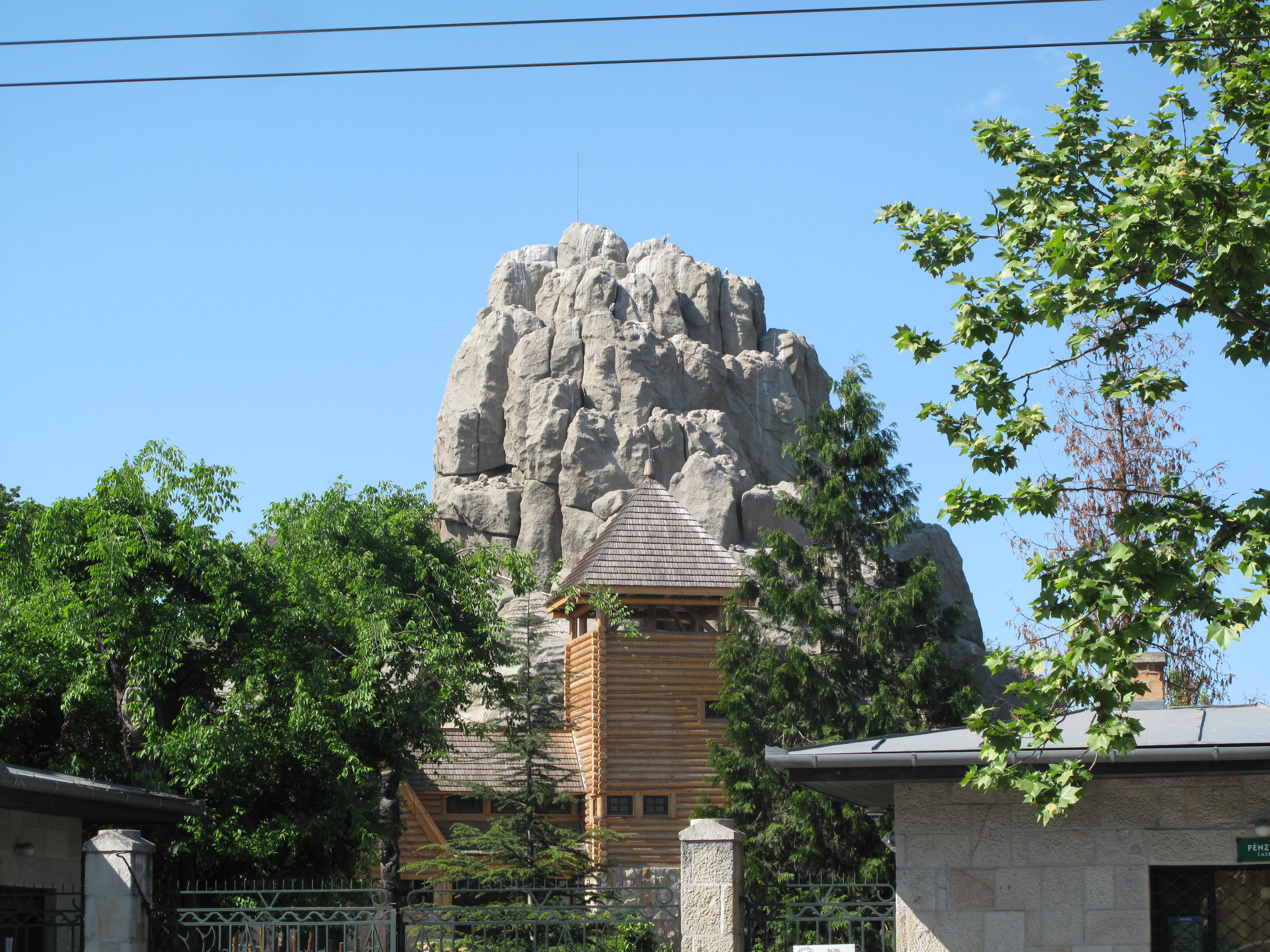
Le rocher des singes
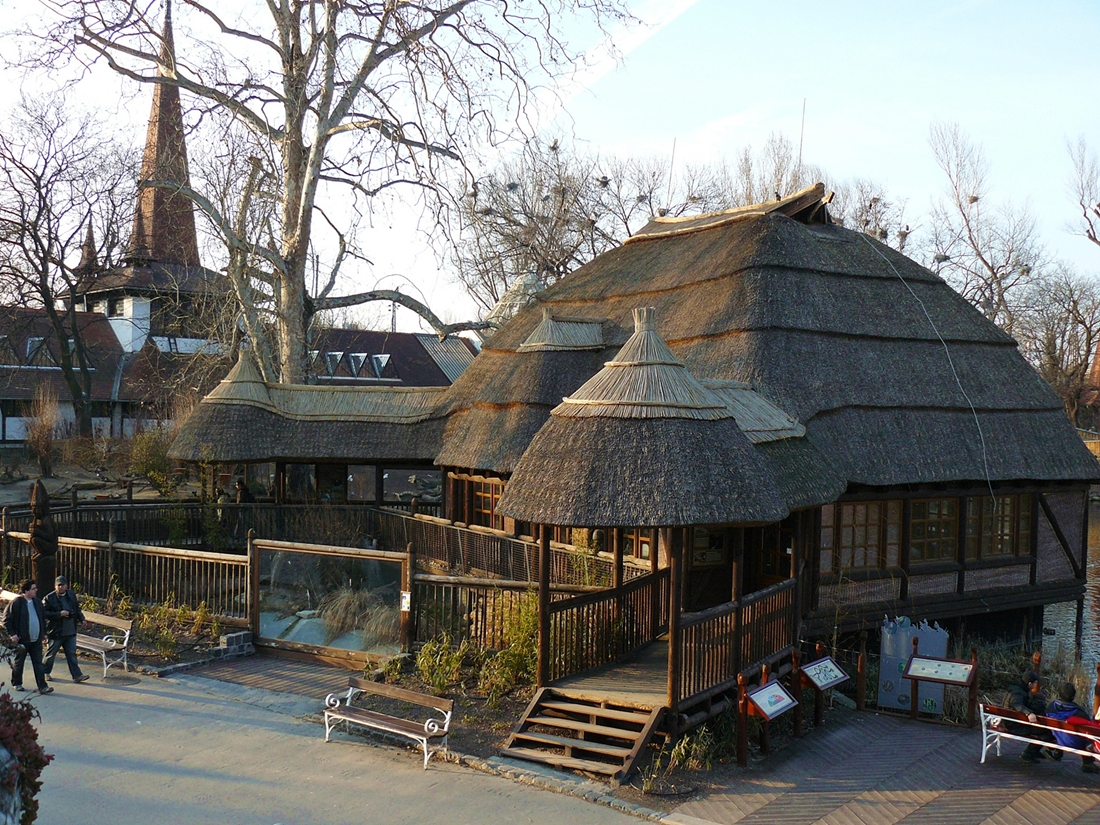
La maison des crocodiles
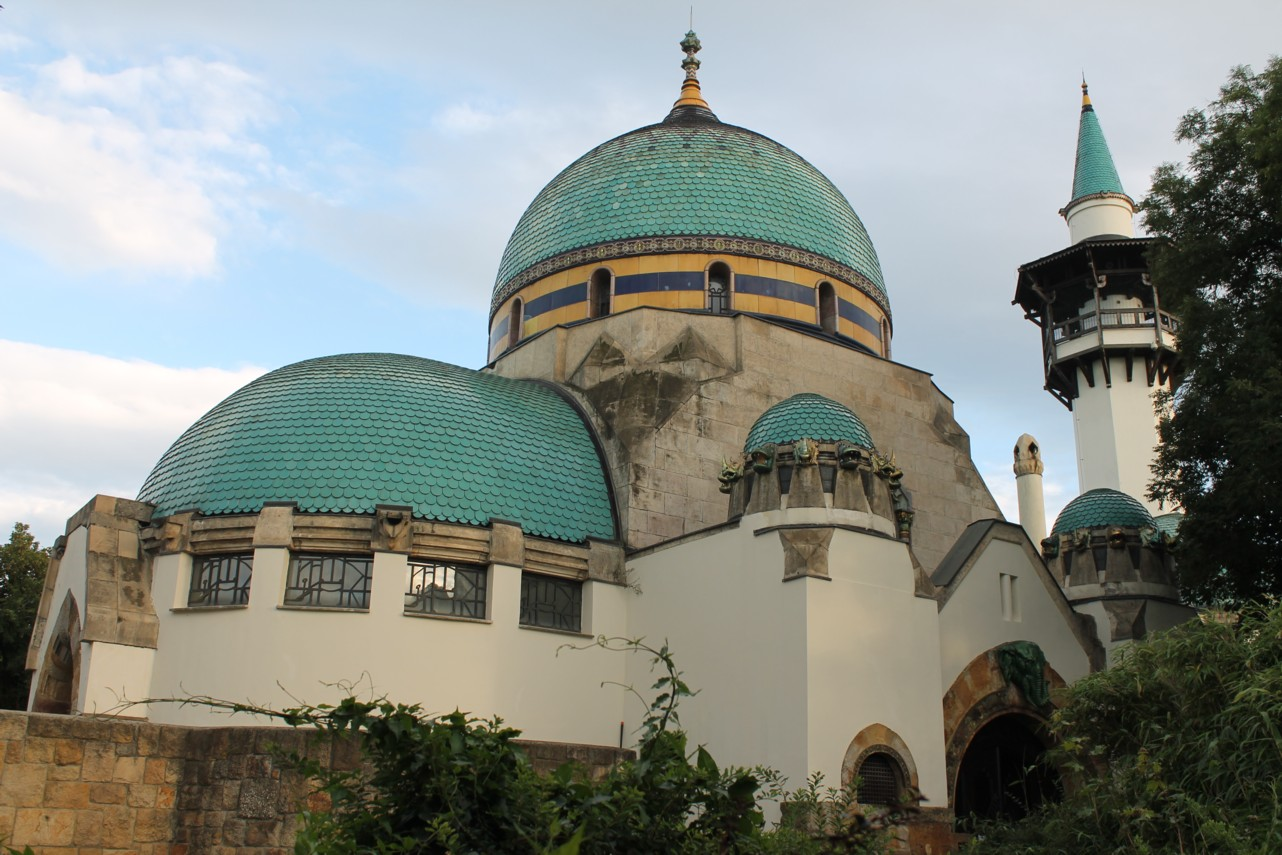
La maison des éléphants